# مقدماتی جام جهانی فوتبال ۲۰۱۸ (آسیا) – مرحله اول
مرحله نخست از بازی‌های مقدماتی جام جهانی ۲۰۱۸ در قاره آسیا از تاریخ ۱۲ تا ۲۳ مارس ۲۰۱۵ برگزار شد.

## نحوه برگزاری
۱۲ تیم حاضر در رتبه بندی ۳۵ تا ۴۶ تیم‌های برتر قاره آسیا در ۲ گروه ۶ تیمی به صورت رفت و برگشت باهم بازی کردند. شش تیم برتر از ۲ گروه به مرحله دوم بازیهای مقدماتی راه یافتند.

## قرعه کشی
مراسم قرعه کشی برای گروه بندی تیم‌های حاضر در مرحله نخست در روز ۱۰ فوریه ۲۰۱۵ در ساعت ۱۵:۳۰ به وقت مالزی در مرکز ای اف سی در شهر کوالا لامپور برگزار شد.
سید بندی تیم‌ها بر اساس آخرین رده‌بندی تیم‌های آسیایی تا ماه ژانویه ۲۰۱۵ انجام شد. و ۱۲ تیم به شرح زیر انتخاب شدند:
- گلدان A شامل تیم‌های رده ۱-۶(۳۵-۴۰ ای اف سی)
- گلدان B شامل تیم‌های رده ۷-۱۲ (۴۱-۴۶ ای اف سی)

هر دسته شامل یک تیم از گلدان A و یک تیم از گلدان B می‌باشد  که تیم‌های حاضر در گلدان A به عنوان میزبان اولین بازی خواهند بود.
| گلدان A                                                                                         | گلدان B                                                                                         |
| ----------------------------------------------------------------------------------------------- | ----------------------------------------------------------------------------------------------- |
| 1. هند (۱۷۱) 2. سری‌لانکا (۱۷۲) 3. یمن (۱۷۶) 4. کامبوج (۱۷۹) 5. تایوان (۱۸۲) 6. تیمور شرقی (۱۸۵) | 1. نپال (۱۸۶) 2. ماکائو (۱۸۶) 3. پاکستان (۱۸۸) 4. مغولستان (۱۹۴) 5. برونئی (۱۹۸) 6. بوتان (۲۰۹) |

## بازی‌ها
| تیم ۱      | نتیجه‌نهایی | تیم ۲    | بازی رفت | بازی برگشت |
| ---------- | ---------- | -------- | -------- | ---------- |
| هند        | ۲–۰        | نپال     | ۲–۰      | ۰–۰        |
| یمن        | ۳–۱        | پاکستان  | ۳–۱      | ۰–۰        |
| تیمور شرقی | ۵–۱        | مغولستان | ۴–۱      | ۱–۰        |
| کامبوج     | ۴–۱        | ماکائو   | ۳–۰      | ۱–۱        |
| تایوان     | ۲–۱        | برونئی   | ۰–۱      | ۲–۰        |
| سری‌لانکا   | ۱–۳        | بوتان    | ۰–۱      | ۱–۲        |

| هند                 | ۲–۰                      | نپال |
| ------------------- | ------------------------ | ---- |
| سونیل چتری ۵۳'، ۷۰' | گزارش (FIFA) گزارش (AFC) |      |

| نپال | ۰–۰                      | هند |
| ---- | ------------------------ | --- |
|      | گزارش (FIFA) گزارش (AFC) |     |

تیم ملی فوتبال هند درمجموع بانتیجه ۲-۰ برنده شد و به مرحله دوم صعود کرد.
| یمن                                      | ۳–۱                      | پاکستان             |
| ---------------------------------------- | ------------------------ | ------------------- |
| Al-Matari ۳' · Boqshan ۵۶' · Al-Sasi ۶۹' | گزارش (FIFA) گزارش (AFC) | Bashir ۶۷' (پنالتی) |

| پاکستان | ۰–۰                      | یمن |
| ------- | ------------------------ | --- |
|         | گزارش (FIFA) گزارش (AFC) |     |

تیم ملی فوتبال یمن درمجموع بانتیجه ۱-۳ برنده شد و به مرحله دوم صعود کرد.
| تیمور شرقی                                       | ۴–۱                      | مغولستان        |
| ------------------------------------------------ | ------------------------ | --------------- |
| Quito ۴'، ۷' · رودریگو سوزا سیلوا ۸۴' · Neto ۸۵' | گزارش (FIFA) گزارش (AFC) | Batmönkhiin ۸۷' |

| مغولستان | ۰–۱                      | تیمور شرقی |
| -------- | ------------------------ | ---------- |
|          | گزارش (FIFA) گزارش (AFC) | Patrick ۹' |

تیم ملی فوتبال تیمور شرقی درمجموع بانتیجه ۱-۵ برنده شد و به مرحله دوم صعود کرد.
| کامبوج                              | ۳–۰                      | ماکائو |
| ----------------------------------- | ------------------------ | ------ |
| Vathanaka ۶۳'، ۸۰' · Laboravy ۹۰+۴' | گزارش (FIFA) گزارش (AFC) |        |

| ماکائو                     | ۱–۱                      | کامبوج  |
| -------------------------- | ------------------------ | ------- |
| Leong Ka Hang ۵۲' (پنالتی) | گزارش (FIFA) گزارش (AFC) | Bin ۲۹' |

تیم ملی فوتبال کامبوج درمجموع بانتیجه ۱-۴ برنده شد و به مرحله دوم صعود کرد.
| تایوان | ۰–۱                      | برونئی   |
| ------ | ------------------------ | -------- |
|        | گزارش (FIFA) گزارش (AFC) | Adi Said |

| برونئی | ۰–۲                      | تایوان                       |
| ------ | ------------------------ | ---------------------------- |
|        | گزارش (FIFA) گزارش (AFC) | Wang Rui ۳۷' · Chu En-le ۵۲' |

تیم ملی فوتبال تایوان درمجموع بانتیجه ۱-۲ برنده شد و به مرحله دوم صعود کرد.
| سری‌لانکا | ۰–۱                      | بوتان        |
| -------- | ------------------------ | ------------ |
|          | گزارش (FIFA) گزارش (AFC) | T. Dorji ۸۲' |

| بوتان                | ۲–۱                      | سری‌لانکا |
| -------------------- | ------------------------ | -------- |
| C. Gyeltshen ۶'، ۹۰' | گزارش (FIFA) گزارش (AFC) |          |

تیم ملی فوتبال بوتان درمجموع بانتیجه ۱-۳ برنده شد و به مرحله دوم صعود کرد.

## گلزنان برتر
برای ۱۲ بازی برگزار شده ۲۴ گل به ثمر رسیده است که میانگین 2 گل برای هر بازی محاسبه می‌شود.
۲ گل
- Chencho Gyeltshen
- Chan Vathanaka
- سونیل چتری
- Chiquito do Carmo

یک گل
- Tshering Dorji
- Adi Said
- Khoun Laboravy
- Thierry Bin
- Onur Dogan|Chu En-le
- Wang Rui
- Leong Ka Hang
- Batmönkhiin Erkhembayar
- Hassan Bashir
- Subash Madushan
- Patrick Fabiano
- Jairo Neto
- رودریگو سوزا سیلوا
- Abdulwasea Al-Matari
- Ala Al-Sasi
- Mohammed Boqshan